# Dasypolia eberti
Dasypolia eberti är en fjärilsart som beskrevs av Charles Boursin 1968. Dasypolia eberti ingår i släktet Dasypolia och familjen nattflyn. Inga underarter finns listade i Catalogue of Life.